# لوئیجی ماسکالیتو
لوئیجی ماسکالیتو (انگلیسی: Luigi Mascalaito؛ زادهٔ ۸ دسامبر ۱۹۴۰) بازیکن فوتبال اهل ایتالیا است.
از باشگاه‌هایی که در آن بازی کرده‌است می‌توان به باشگاه فوتبال هلاس ورونا، باشگاه فوتبال اینتر میلان، باشگاه فوتبال پیزا، باشگاه فوتبال چزنا، و باشگاه فوتبال لیورنو اشاره کرد.